# تايرون كروفورد
تايرون كروفورد (بالإنجليزية: Tyrone Crawford)‏ هو لاعب كرة قدم أمريكية كندي، ولد في 22 نوفمبر 1989 في وندسور في كندا.

## وصلات خارجية
- تايرون كروفورد على موقع إي إس بي إن.كوم (أن.أف.أل)3
- تايرون كروفورد على موقع مرجع كرة القدم المحترفة.كوم (الإنجليزية)